# جينيفيف غريغسون
جينيفيف غريغسون (قبل الزواج لاكازي غريغسون؛ من مواليد 4 أغسطس 1989) متسابقة أسترالية لألعاب القوى متخصص في سباق 3000 متر موانع. تأهلت إلى دورة الألعاب الأولمبية الصيفية 2020 في طوكيو، اليابان وركضت 9:26.11 في سباق حواجز 3000 متر سيدات للتأهل إلى النهائي. لسوء الحظ سقطت ولم تتمكن من إكمال السباق.
وهي حاملة الرقم القياسي الأسترالي والوطني في هذا السباق بزمن شخصي قدره 9.14.28. حصلت على منحة دراسية في ألعاب القوى بجامعة فلوريدا. تم اختيارها لتمثيل أستراليا في دورة الألعاب الأولمبية الصيفية 2012 في لندن وألعاب القوى في دورة الألعاب الأولمبية الصيفية 2016 في ريو دي جانيرو، البرازيل.
شاركت في دورة الألعاب الأولمبية الصيفية 2024 لألعاب القوى في سباق الماراثون ضمن فريق أستراليا، حيث احتلت المركز الرابع والعشرين في سباق الماراثون للسيدات.